# Evaristo Calderón
Evaristo Calderón fue un político peruano. 
Fue elegido diputado suplente por la provincia de Cusco en 1886 durante el gobierno del presidente Andrés Avelino Cáceres.
En 1896, siendo subprefecto del Cusco, Calderón tuvo una participación principal en el debate que se abrió en la ciudad ante la apertura del "Cusco English College", un colegio inglés de carácter protestante que generó la reacción de grupos católicos en la ciudad. Calderón mostraba una posición favorable a la apertura de esta institución pero la presión popular fue demasiado fuerte y motivó la salida de los ingleses de la ciudad y el cierre del colegio. Ese mismo año tuvo que controlar el motín del pueblo de Maras ante la imposición de un nuevo impuesto a la sal.